# Erigeron talyschensis
Erigeron talyschensis là một loài thực vật có hoa trong họ Cúc. Loài này được Tzvelev mô tả khoa học đầu tiên.